# Gymnastique rythmique aux Jeux olympiques d'été de 2012 - concours des ensembles
Pour un article plus général, voir Gymnastique rythmique aux Jeux olympiques d'été de 2012.
Navigation
Pékin 2008 Rio de Janeiro 2016
Le concours des ensembles de gymnastique rythmique des Jeux olympiques d'été de 2012 organisés à  Londres (Royaume-Uni), se déroule à la Wembley Arena du 9 au 12 août 2012.

## Médaillées
| Or | Argent | Bronze                                                                                                |
| Russie Ksenia Dudkina Alina Makarenko Uliana Donskova Anastasia Bliznyuk Karolina Sevastyanova Anastasia Nazarenko | Biélorussie Maryna Hancharova Anastasiya Ivankova Nataliya Leshchyk Aliaksandra Narkevich Kseniya Sankovich Alina Tumilovich | Italie Elisa Blanchi Romina Laurito Marta Pagnini Elisa Santoni Anzhelika Savrayuk Andreea Stefanescu |

## Programme
All times are British Summer Time (UTC+1)
| Date                  | Heure | Round      |
| --------------------- | ----- | ---------- |
| Jeudi 9 août 2012     | 12:00 | Rotation 1 |
| Vendredi 10 août 2012 | 12:00 | Rotation 2 |
| Dimanche 12 août 2012 | 13:30 | Finale     |

## Résultats

### Finale
| Rang                                | Gymnastes | 5 ballons | 5 ballons | 3 rubans, 2 cerceaux | 3 rubans, 2 cerceaux | Total  |
| Rang                                | Gymnastes | Score     | Pén.      | Score                | Pén.                 | Total  |
| ----------------------------------- | --- | --------- | --------- | -------------------- | -------------------- | ------ |
| Médaille d'or, Jeux olympiques      | Russie Anastasia Bliznyuk Uliana Donskova Ksenia Dudkina Alina Makarenko Anastasia Nazarenko Karolina Sevastyanova           | 28.700    |           | 28.300               |                      | 57.000 |
| Médaille d'argent, Jeux olympiques  | Biélorussie Maryna Hancharova Anastasiya Ivankova Nataliya Leshchyk Aliaksandra Narkevich Kseniya Sankovich Alina Tumilovich | 27.825    |           | 27.675               |                      | 55.500 |
| Médaille de bronze, Jeux olympiques | Italie Elisa Blanchi Romina Laurito Marta Pagnini Elisa Santoni Anzhelika Savrayuk Andreea Stefanescu                        | 28.125    |           | 27.325               | 0.20                 | 55.450 |
| 4                                   | Espagne Loreto Achaerandio Sandra Aguilar Elena López Lourdes Mohedano Alejandra Quereda Lidia Redondo                       | 27.400    |           | 27.550               |                      | 54.950 |
| 5                                   | Ukraine Olena Dmytrash Yevgeniya Gomon Valeriia Gudym Viktoriia Lenyshyn Viktoriia Mazur Svitlana Prokopova                  | 27.200    |           | 27.175               |                      | 54.375 |
| 6                                   | Bulgarie Reneta Kamberova Mihaela Marvska Tsvetelina Naydenova Elena Todorova Hristiana Todorova Katrin Vekova               | 27.950    |           | 26.425               |                      | 54.375 |
| 7                                   | Japon Natsuki Fukase Airi Hatakeyama Rie Matsubara Rina Miura Nina Saeedyokota Kotono Tanaka                                 | 27.000    |           | 27.100               |                      | 54.100 |
| 8                                   | Israël Moran Buzovski Viktoriya Koshel Noa Palatchy Marina Shults Polina Zakaluzny Eliora Zholkovski                         | 26.725    |           | 26.675               |                      | 53.400 |

### Qualifications
| Rang | Gymnastes | 5 ballons | 5 ballons | 3 rubans, 2 cerceaux | 3 rubans, 2 cerceaux | Total  |
| Rang | Gymnastes | Score     | Pén.      | Score                | Pén.                 | Total  |
| ---- | --- | --------- | --------- | -------------------- | -------------------- | ------ |
| 1    | Russie Anastasia Bliznyuk Uliana Donskova Ksenia Dudkina Alina Makarenko Anastasia Nazarenko Karolina Sevastyanova           | 28.375    |           | 28.000               |                      | 56.375 |
| 2    | Italie Elisa Blanchi Romina Laurito Marta Pagnini Elisa Santoni Anzhelika Savrayuk Andreea Stefanescu                        | 28.100    |           | 27.700               |                      | 55.800 |
| 3    | Biélorussie Maryna Hancharova Anastasiya Ivankova Nataliya Leshchyk Aliaksandra Narkevich Kseniya Sankovich Alina Tumilovich | 27.900    |           | 26.850               |                      | 54.750 |
| 4    | Bulgarie Reneta Kamberova Mihaela Marvska Tsvetelina Naydenova Elena Todorova Hristiana Todorova Katrin Vekova               | 27.250    |           | 27.375               |                      | 54.625 |
| 5    | Espagne Loreto Achaerandio Sandra Aguilar Elena López Lourdes Mohedano Alejandra Quereda Lidia Redondo                       | 27.150    |           | 27.400               |                      | 54.550 |
| 6    | Ukraine Olena Dmytrash Yevgeniya Gomon Valeriia Gudym Viktoriia Lenyshyn Viktoriia Mazur Svitlana Prokopova                  | 27.050    |           | 27.100               |                      | 54.150 |
| 7    | Israël Moran Buzovski Viktoriya Koshel Noa Palatchy Marina Shults Polina Zakaluzny Eliora Zholkovski                         | 26.500    |           | 26.600               |                      | 53.100 |
| 8    | Japon Natsuki Fukase Airi Hatakeyama Rie Matsubara Rina Miura Nina Saeedyokota Kotono Tanaka                                 | 26.725    |           | 26.300               | 0.40                 | 53.025 |
| 9    | Grèce Eleni Doika Alexia Kyriazi Evdokia Loukagkou Stavroula Samara Vasileia Zachou Marianthi Zafeiriou                      | 25.875    |           | 26.000               |                      | 51.875 |
| 10   | Allemagne Mira Bimperling Judith Hauser Nicole Müller Camilla Pfeffer Cathrin Puhl Sara Radman                               | 24.500    |           | 25.150               | 0.05                 | 49.650 |
| 11   | Canada Katrina Cameron Rose Cossar Alexandra Landry Anastasiya Muntyanu Anjelika Reznik Kelsey Titmarsh                      | 24.050    |           | 23.975               |                      | 48.025 |
| 12   | Grande-Bretagne Georgina Cassar Jade Faulkner Francesca Fox Lynne Hutchison Louisa Pouli Rachel Smith                        | 24.150    |           | 23.850               | 0.05                 | 48.000 |